# Liste des abbesses de l'abbaye de la Cambre

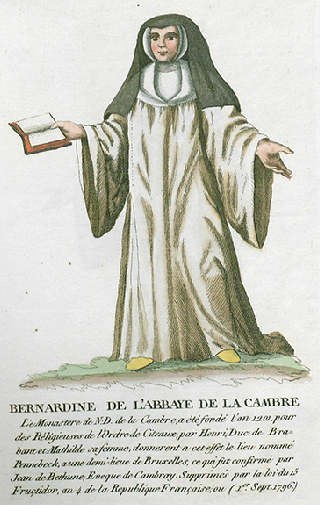
Bernardine de l'abbaye de la Cambre.

Ordre cistercien

Liste exhaustive des abbesses de l'abbaye de la Cambre. 

## Histoire

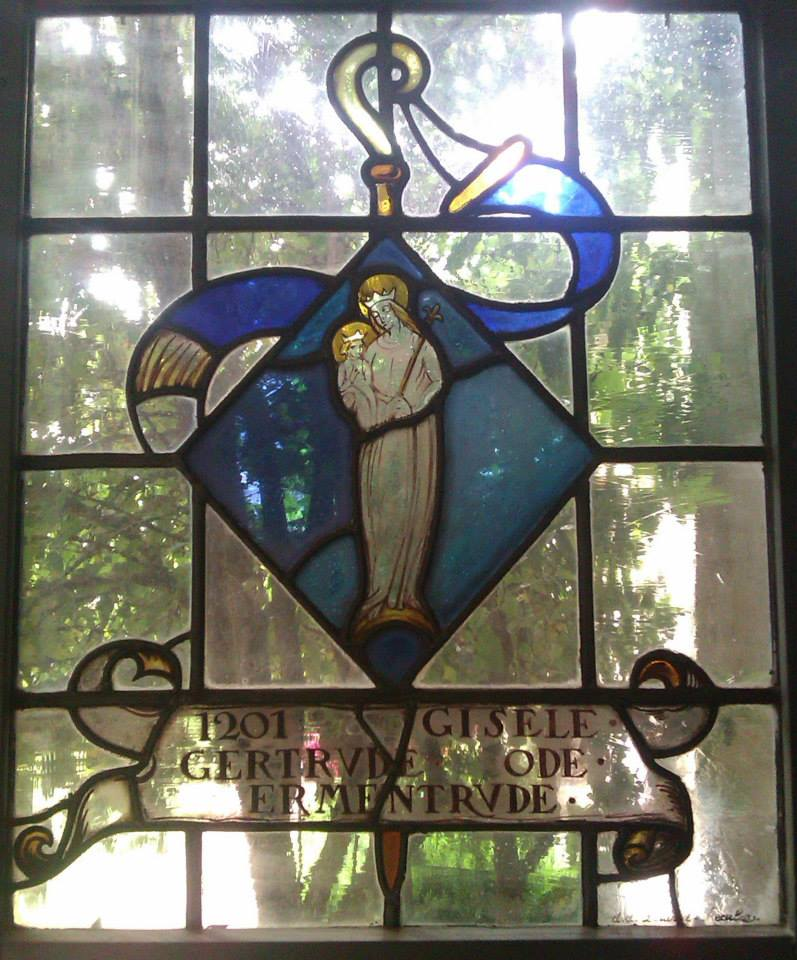
Gisèle († 1201)
Gertrude - Ode - Ermentrude
Vitrail consacré à la fondatrice
et aux trois premières abbesses de la Cambre

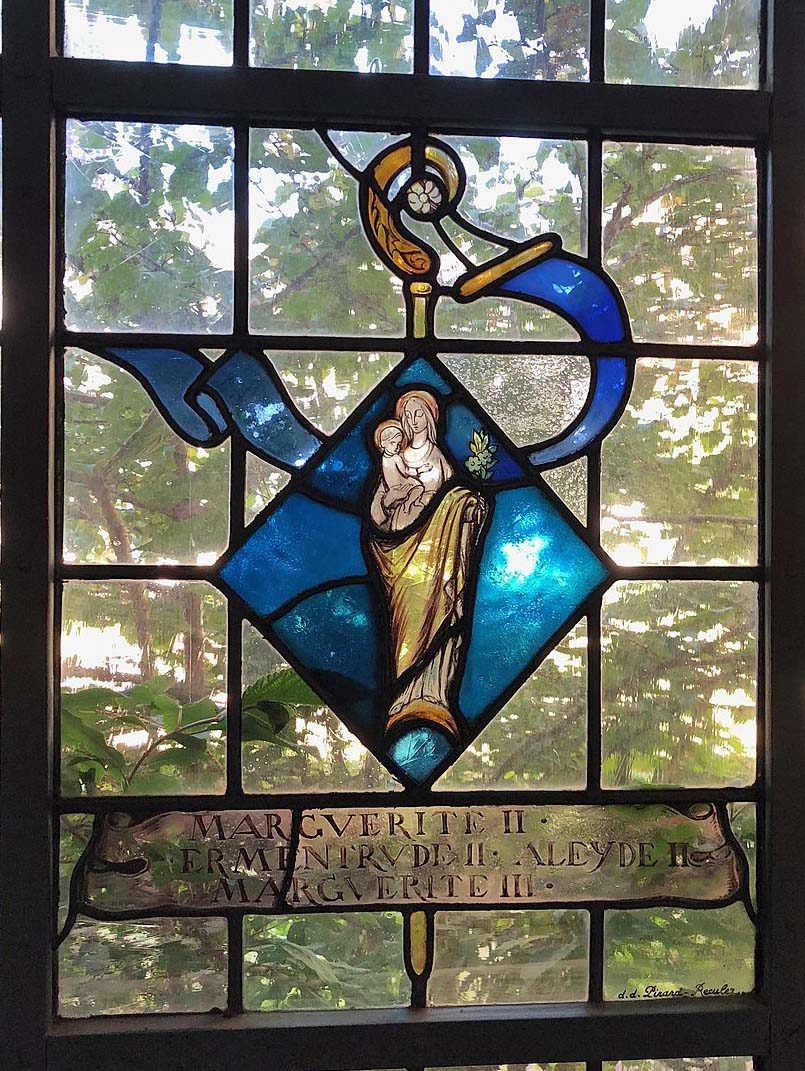
Marguerite II - Ermertude II - Aleyde II - Marguerite III

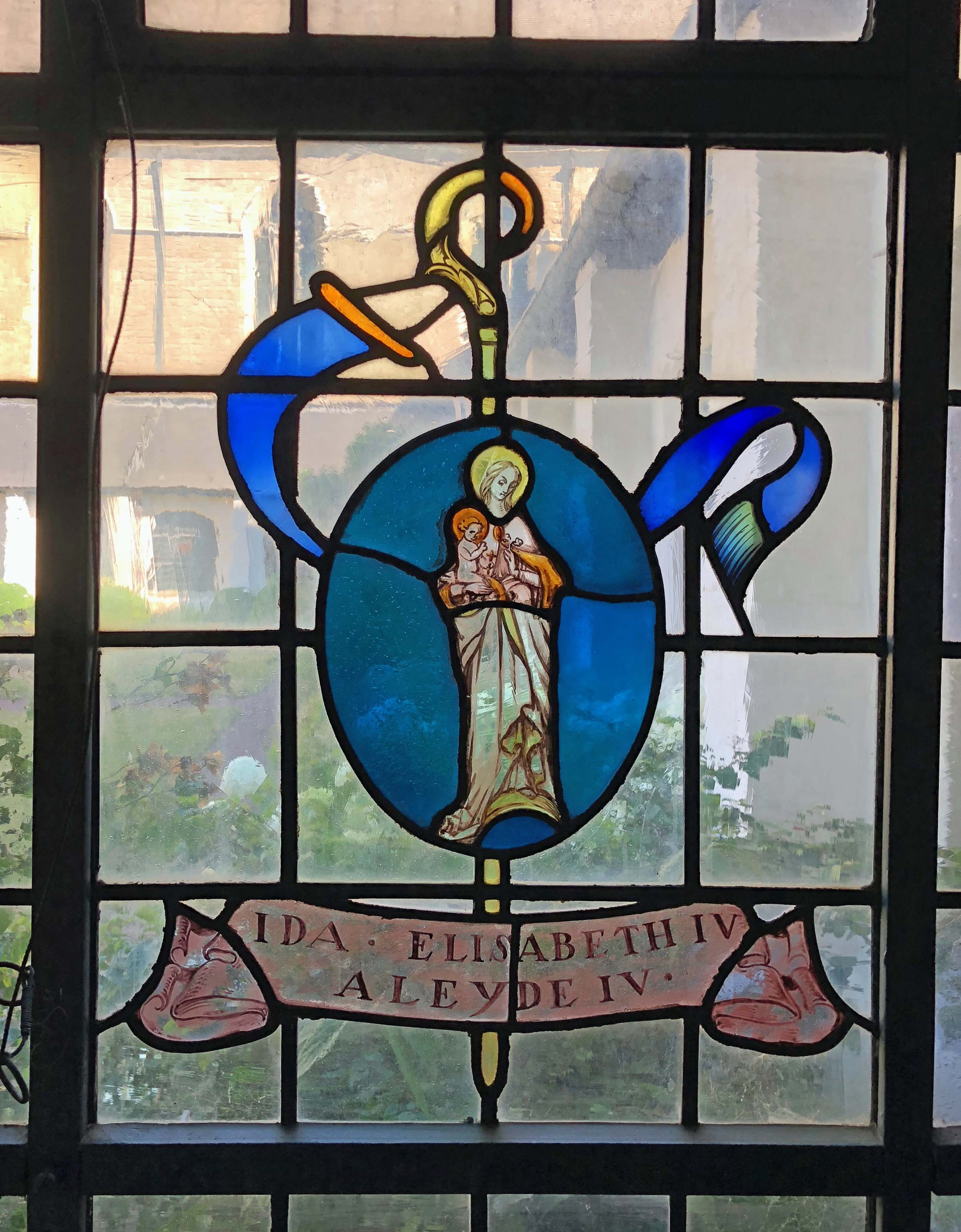
Ida- Élisabeth IV - Aleyde IV

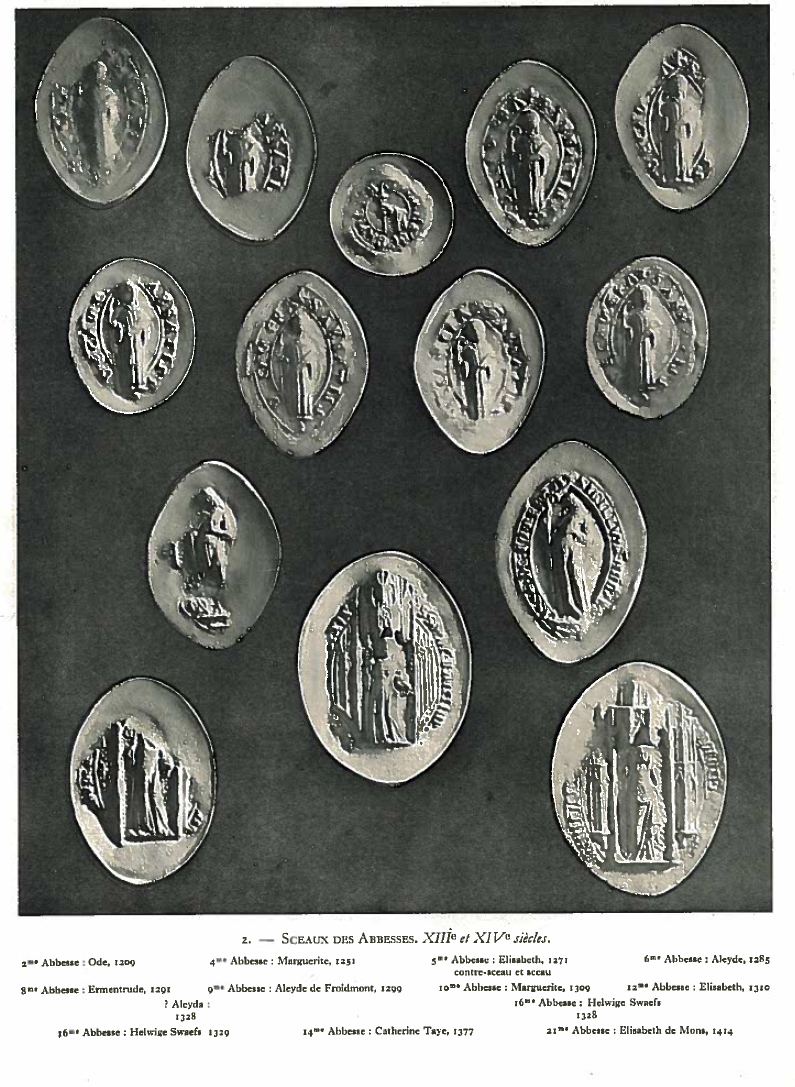
Sceaux des abbesses de la Cambre. XIIIe siècle au XIVe siècle.

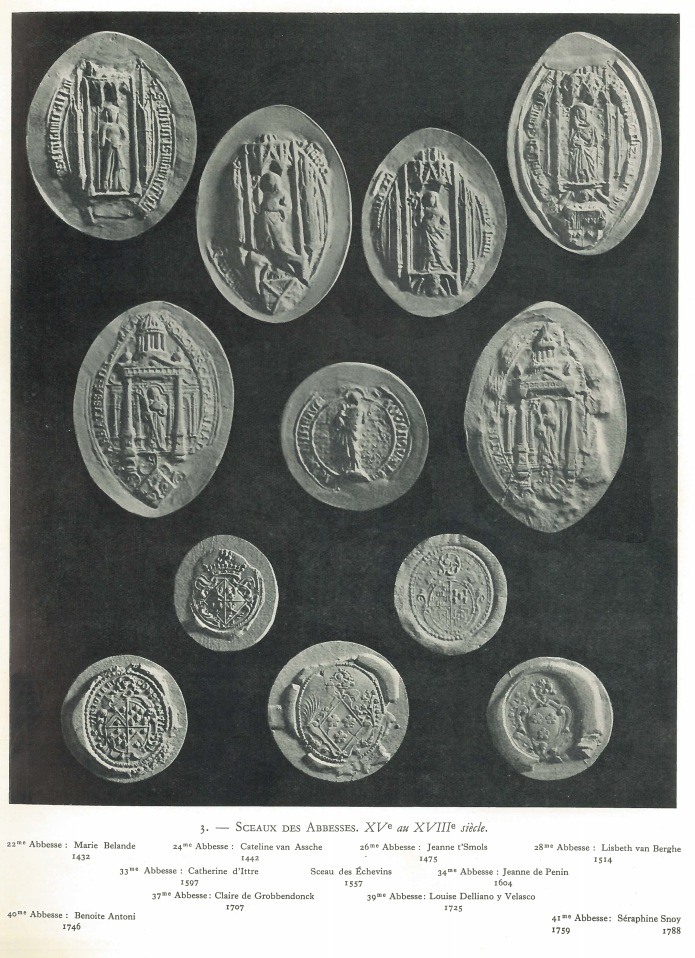
Sceaux des Abbesses de la Cambre. XVe siècle au XVIIIe siècle.

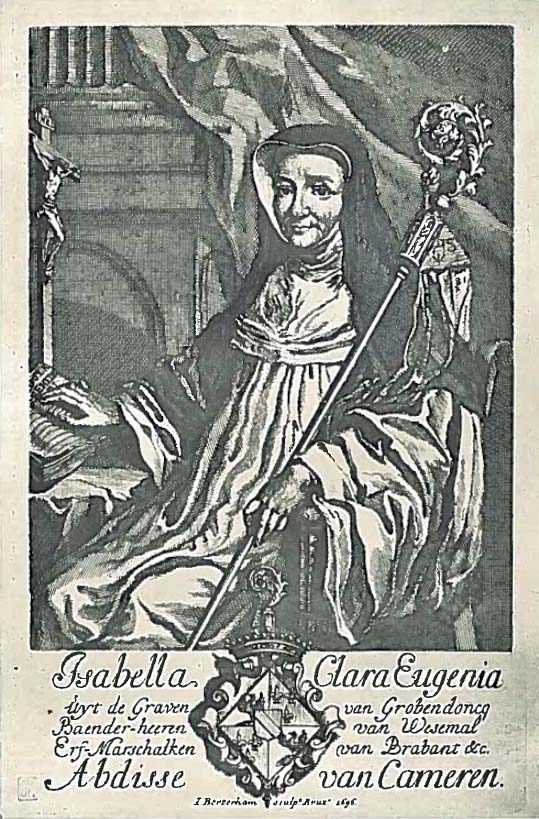
Isabelle de Grobbendonck, portrait armorié avec crosse épiscopale, par Jean-Baptiste Berterham (1696).

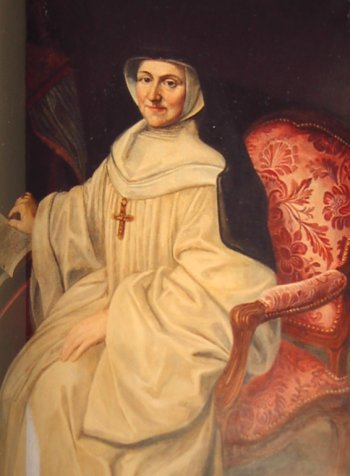
Marie Alexandrine Snoy (dame Séraphine), née en 1704, 41e et dernière abbesse de la Cambre en 1757, morte en 1794.

Les origines de l’abbaye de la Cambre se situent au tournant des XIIe et XIIIe siècles. Vers 1200, Gisèle, une dame bruxelloise éprise d’un idéal religieux et vivant peut-être déjà sous la règle de saint Benoît, souhaite fonder un monastère de cisterciennes dans le village d’Ixelles. Pendant 600 ans, 41 abbesses se succéderont à la tête de l'abbaye cistercienne de La Cambre. Le 17 novembre 1796, l'abbaye est supprimée, les 48 moniales se dispersent. Une communauté de chanoines Prémontrés s'est installée en 2013 dans l'ancien monastère devenu prieuré.

## XIIIesiècle
- 1re 1202 : Gertrude[9]
- 2e 1229 : Oda
- 3e Ermentrude
- 4e 1245 : Marguerite de Biest
- 5e 1271 Elisabeth
- 6e 1285 Aleyde
- 7e Marguerite II
- 8e 1291 : Ermentrude II

## XIVesiècle
- 9e Aleyde de Froidmont
- 10e Marguerite III
- 11e Élisabeth d'Yssche
- 12e Élisabeth Boots
- 13e Marie Scotelvoets
- 14e Catherine Taye
- 15e Alix III
- 16e Hedwige Swaefs
- 17e Marie de Thiennes
- 18e Aleyde IV
- 19e Ida
- 20e Élisabeth IV

## XVesiècle
- 21e 1421-†1430 : Élisabeth du Mont
- 22e †1432 : Marie Belande
- 23e †1444 : Marie de Ligne
- 24e vivante en 1465 : Catherine van Assche
- 25e †1477 : Marguerite de Mol
- 26e †1490 : Jeanne t'Smols

## XVIesiècle
- 27e †1512 : Marie de Mol
- 28e 1519-†1556 : Lisbeth de Glymes-Berghes
- 29e 1540-1554 : Madeleine d'Ittre
- 30e 1554-1557 : Marie de Ligne Barbançon
- 31e 1557-1562 : Anne van der Cam
- 32e Barbe Tasse, déposée par l'abbé de Cîteaux, Edmond de la Croix en septembre 1593
- 33e 1593-1599 : Catherine d'Ittre

## XVIIesiècle
- 34e 1599-1642 : Jeanne de Penin
- 35e 1642-1668 : Marie Rovelli
- 36e 1668-1683 : Françoise de Boussu
- 37e 1683-†1709 : Isabelle de Grobbendonck

## XVIIIesiècle
- 38e 1712-1718 : Ernestine de Gand
- 39e 1718-†1735 : Louise Dellano y Velasco
- 40e 1735-†1756 : Benoîte Anthony
- 41e 1757-†12 mai 1794 : Séraphine Snoy

## Galerie

### Détail des sceaux des abbesses duXIIIesiècleauXIVesiècle

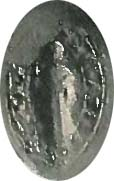
2e Abbesse : Oda (1209)
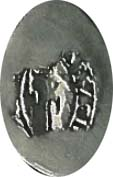
4e Abbesse : Marguerite de Biest (1251)
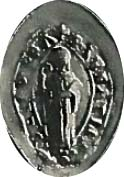
5e Abbesse : Élisabeth (1271)
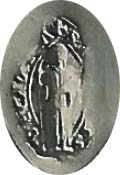
6e Abbesse : Aleyde (1285)
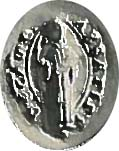
8e Abbesse : Ermentrude II (1291)
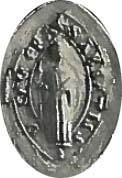
9e Abbesse : Aleyde II (1299)
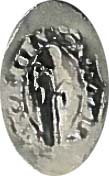
10e Abbesse : Marguerite III (1309)
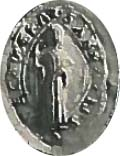
12e Abbesse : Élisabeth Boots (1310)
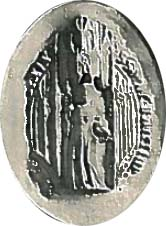
14e Abbesse : Catherine Taye (1377)
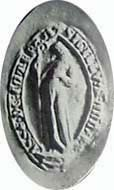
16e Abbesse : Hedwige Swaefs (1328)
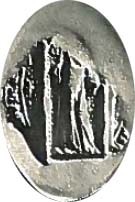
16e Abbesse : Hedwige Swaefs (1329)
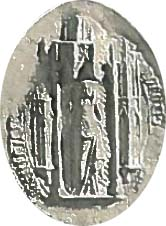
21e Abbesse : Élisabeth du Mont (1414)

### Détail des sceaux des abbesses duXVesiècleauXVIIIesiècle

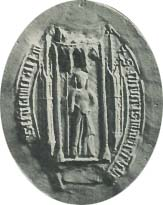
22e Abbesse : Marie Belande (1432)
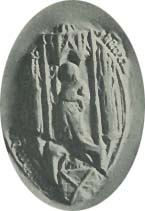
24e Abbesse : Catherine van Assche (1442)
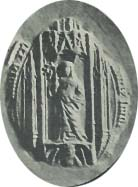
26e Abbesse : Jeanne t'Smols (1475)
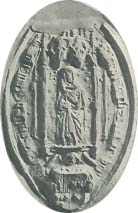
28e Abbesse : Lisbeth van Berghe (1514)
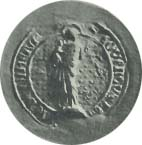
Sceau des Échevins (1557)
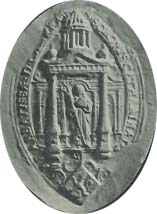
33e Abbesse : Catherine d'Ittre (1597)
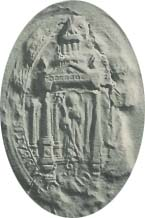
34e Abbesse :Jeanne de Penin (1604)
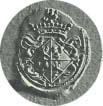
37e Abbesse : Claire de Grobbendonck (1707)
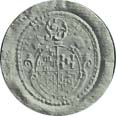
39e Abbesse : Louise Dellano y Velasco (1725)
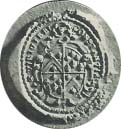
40e Abbesse : Benoite Anthoni (1746)
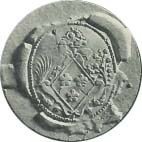
41e Abbesse : Séraphine Snoy (1759)
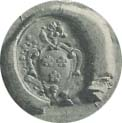
Séraphine Snoy (1788)

### Quelques vitraux aux armes des abbesses dans le cloître

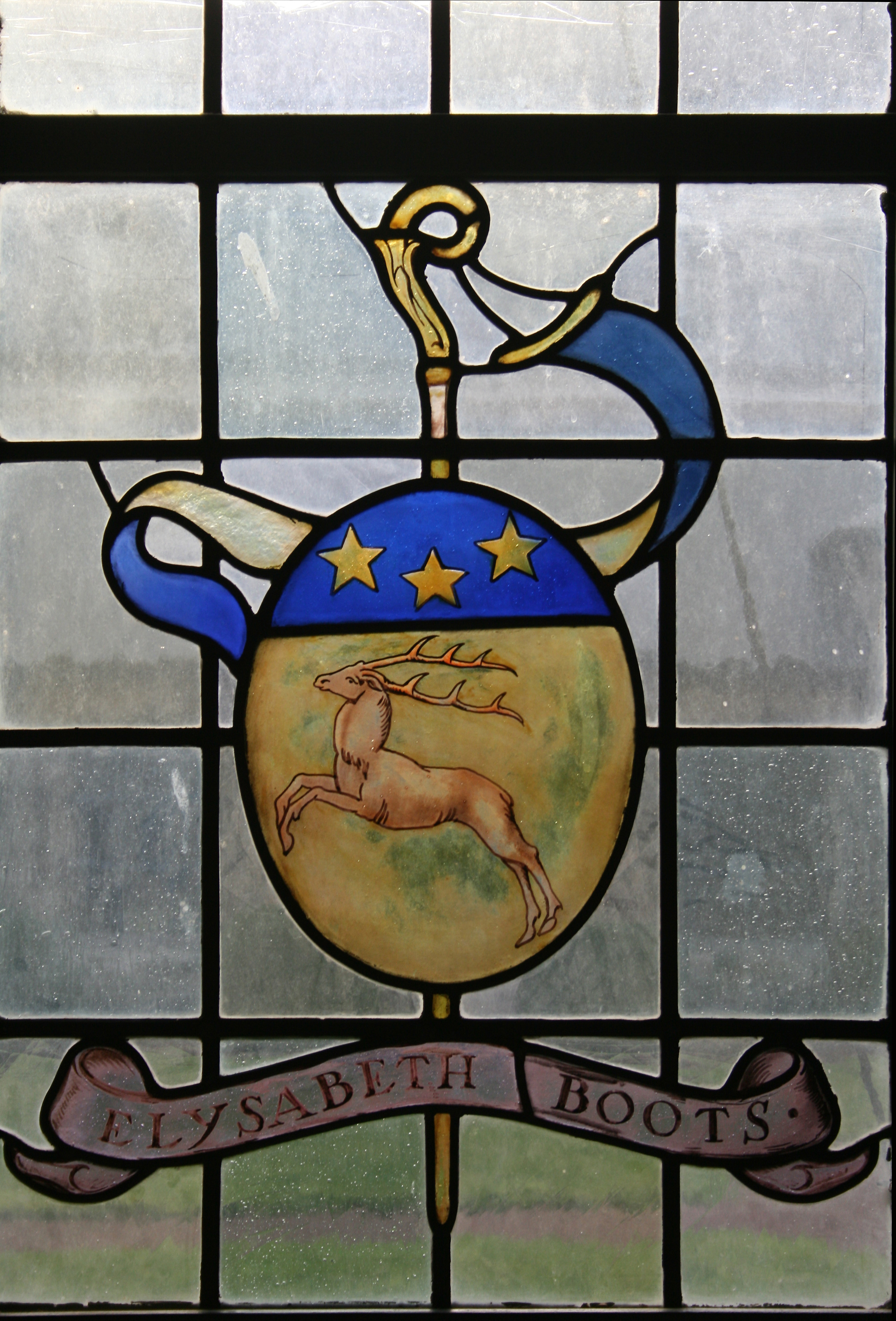
Élisabeth Boots
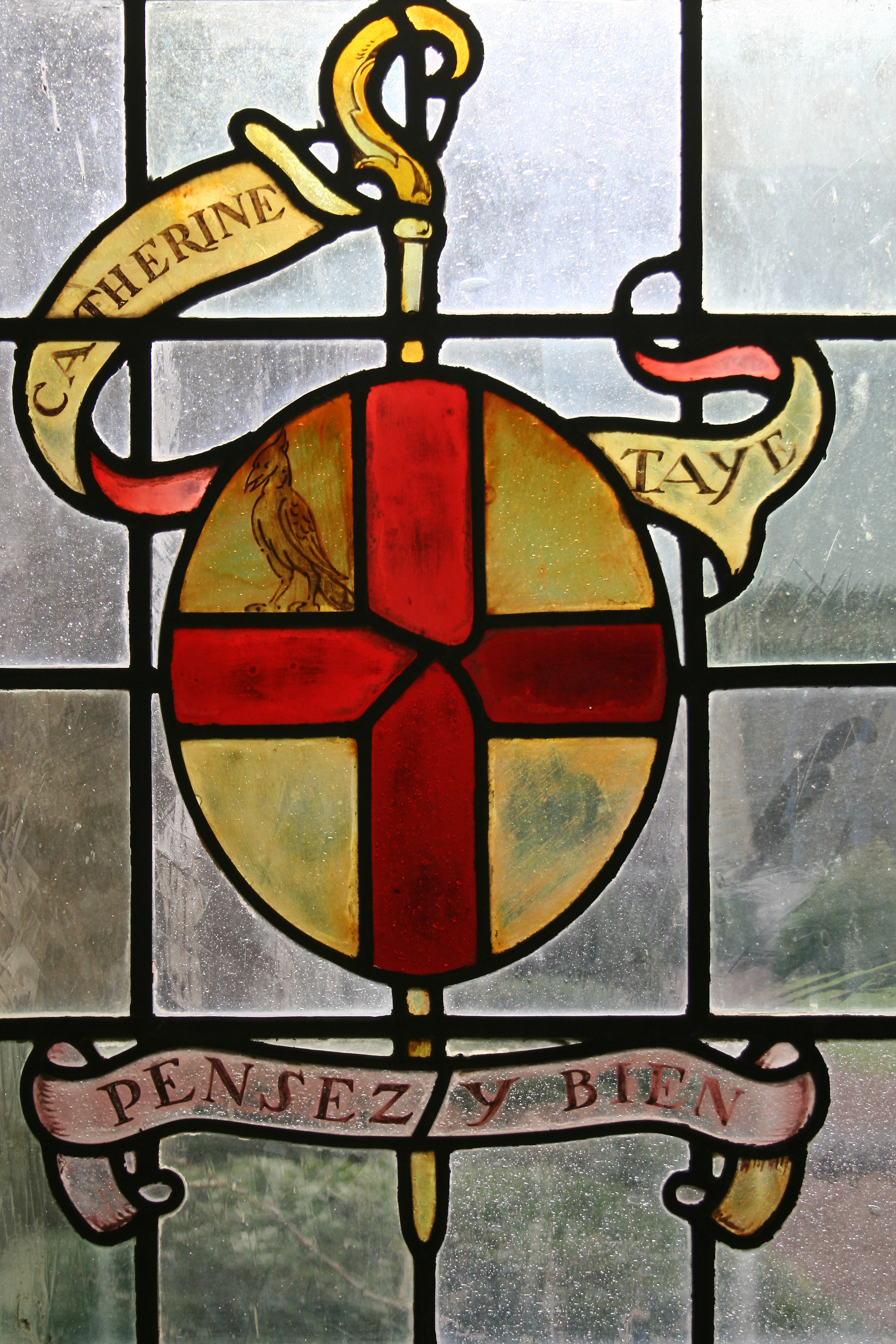
Catherine Taye
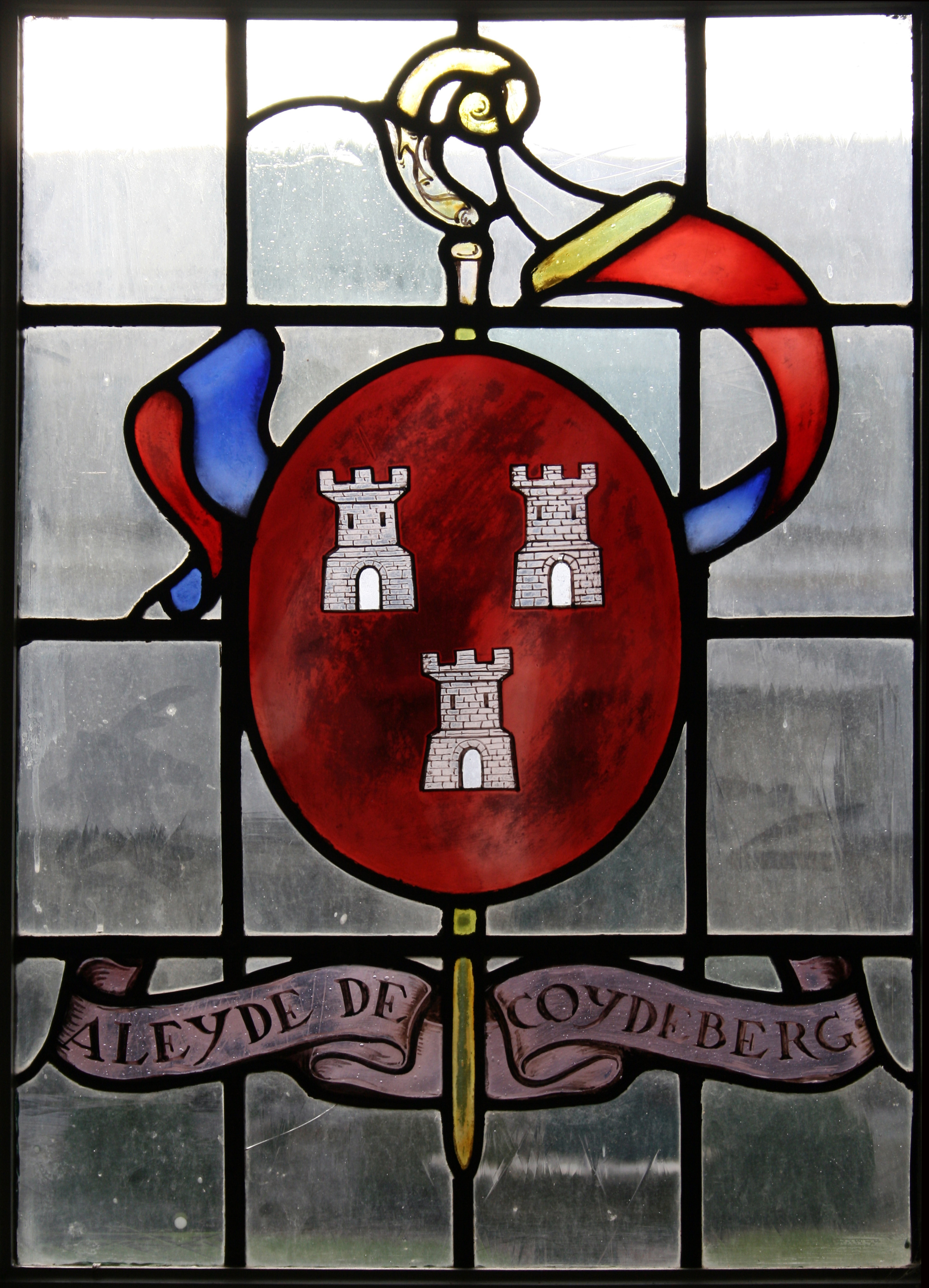
Aleyde de Coydenberg
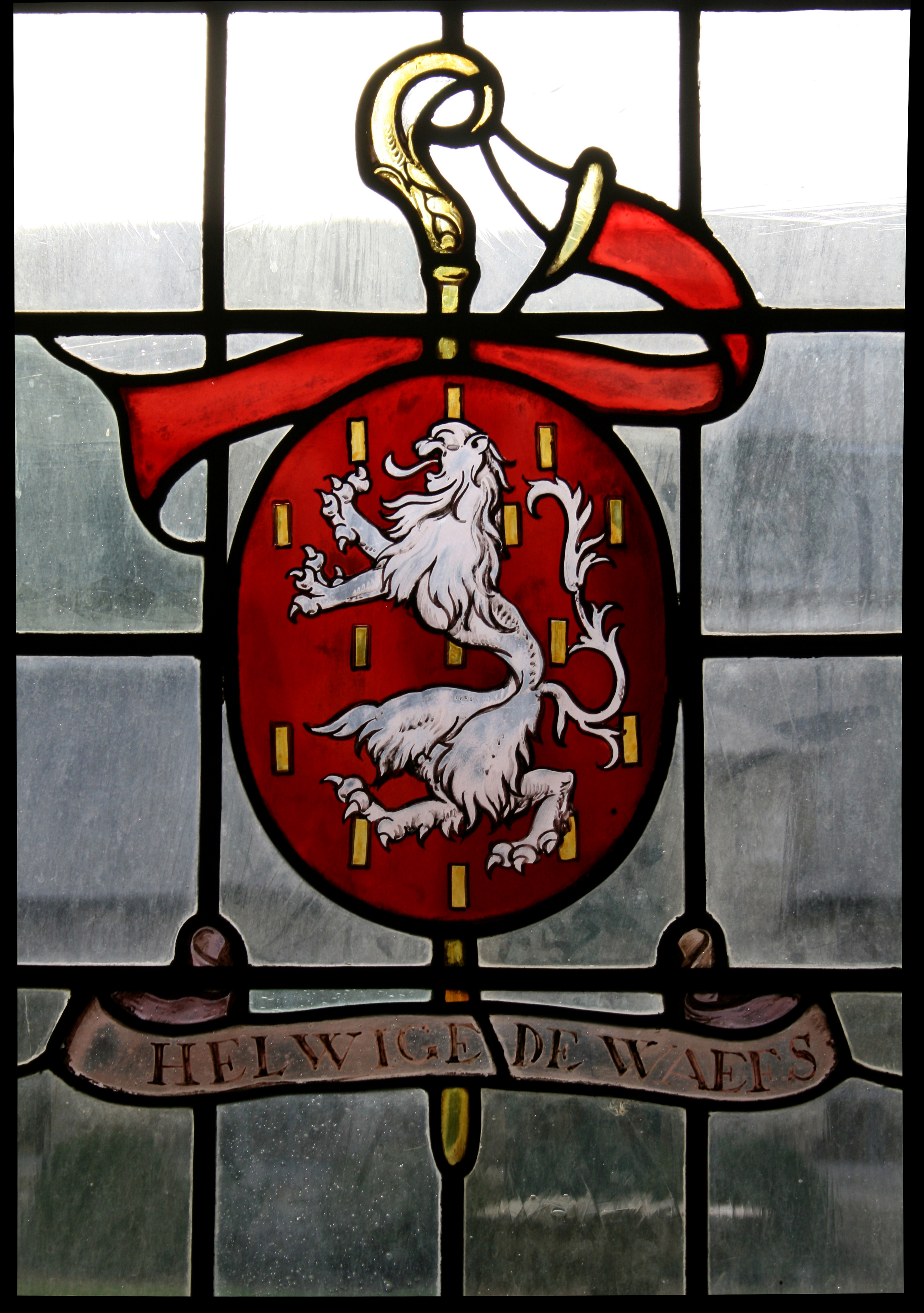
Hedwige Swaefs
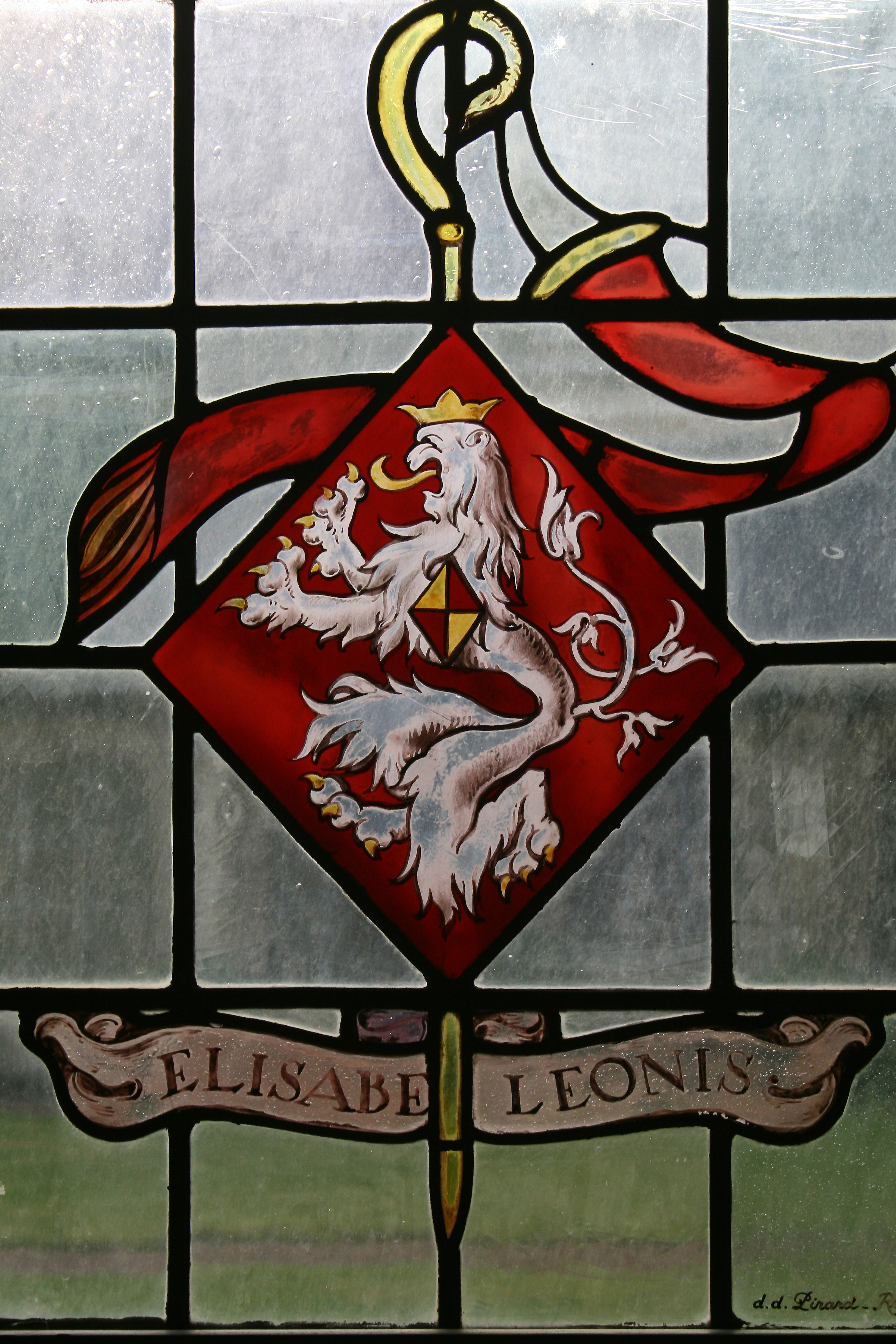
Elisabeth Léonis
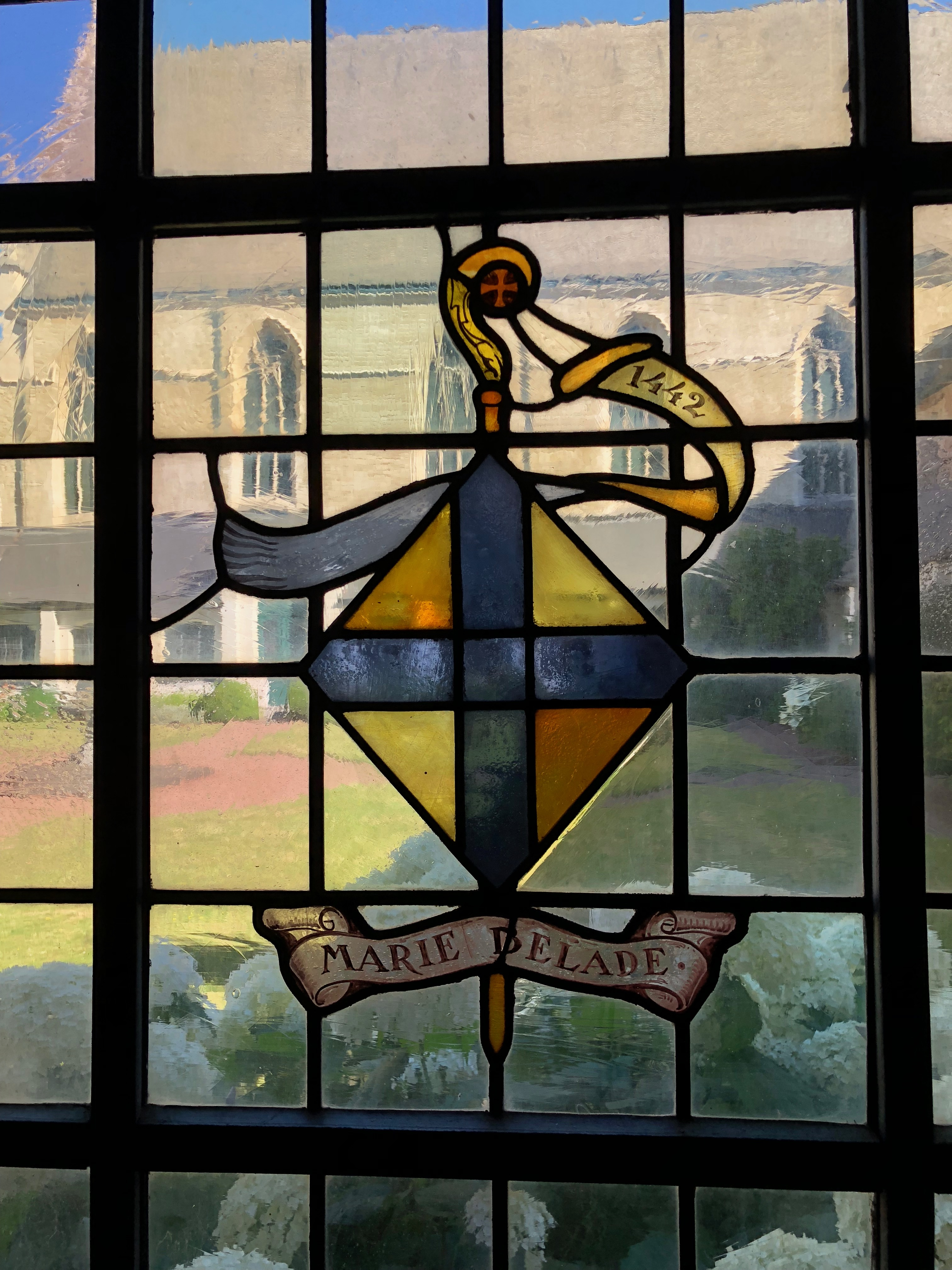
Marie Belande
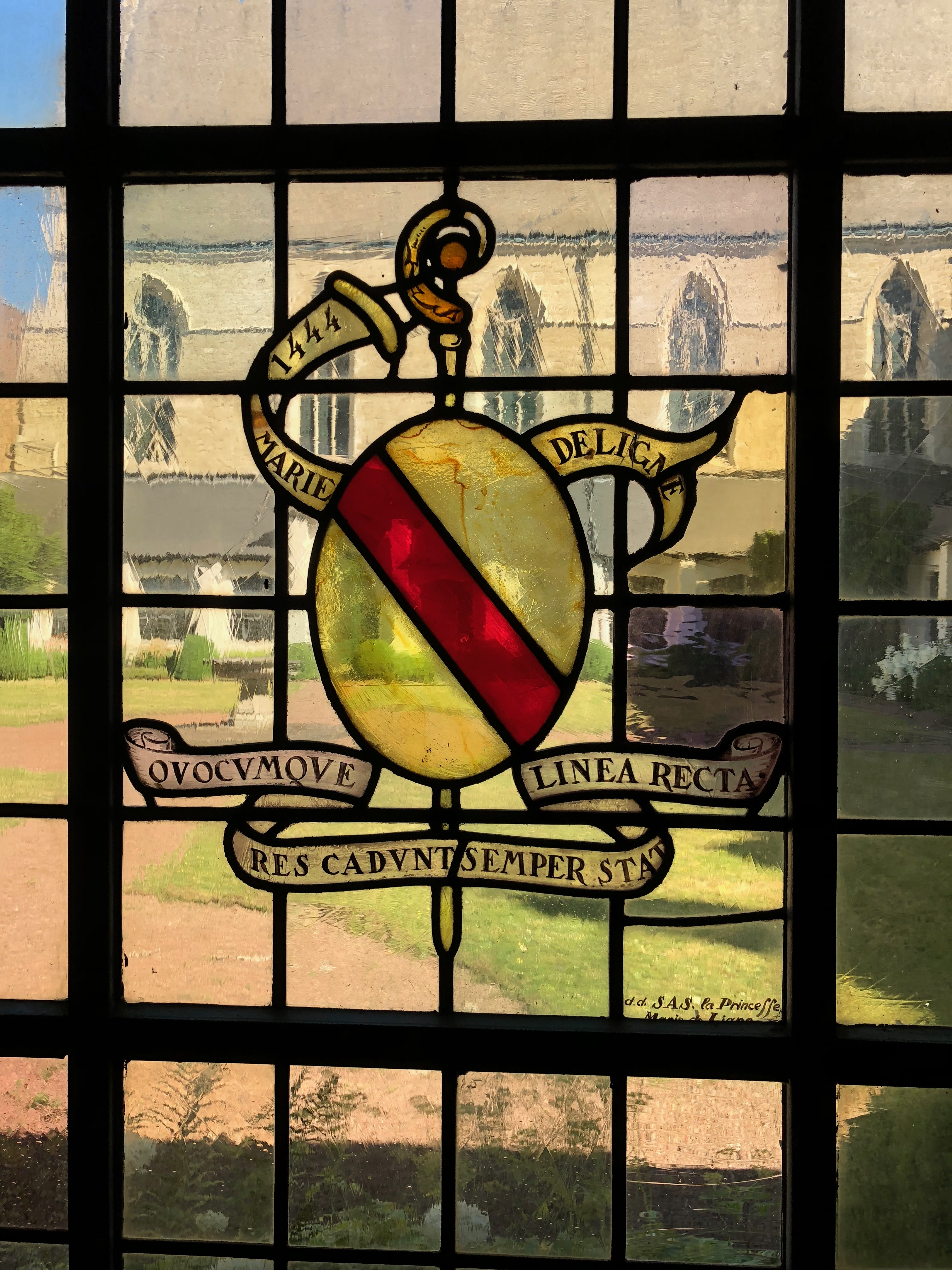
Marie de Ligne
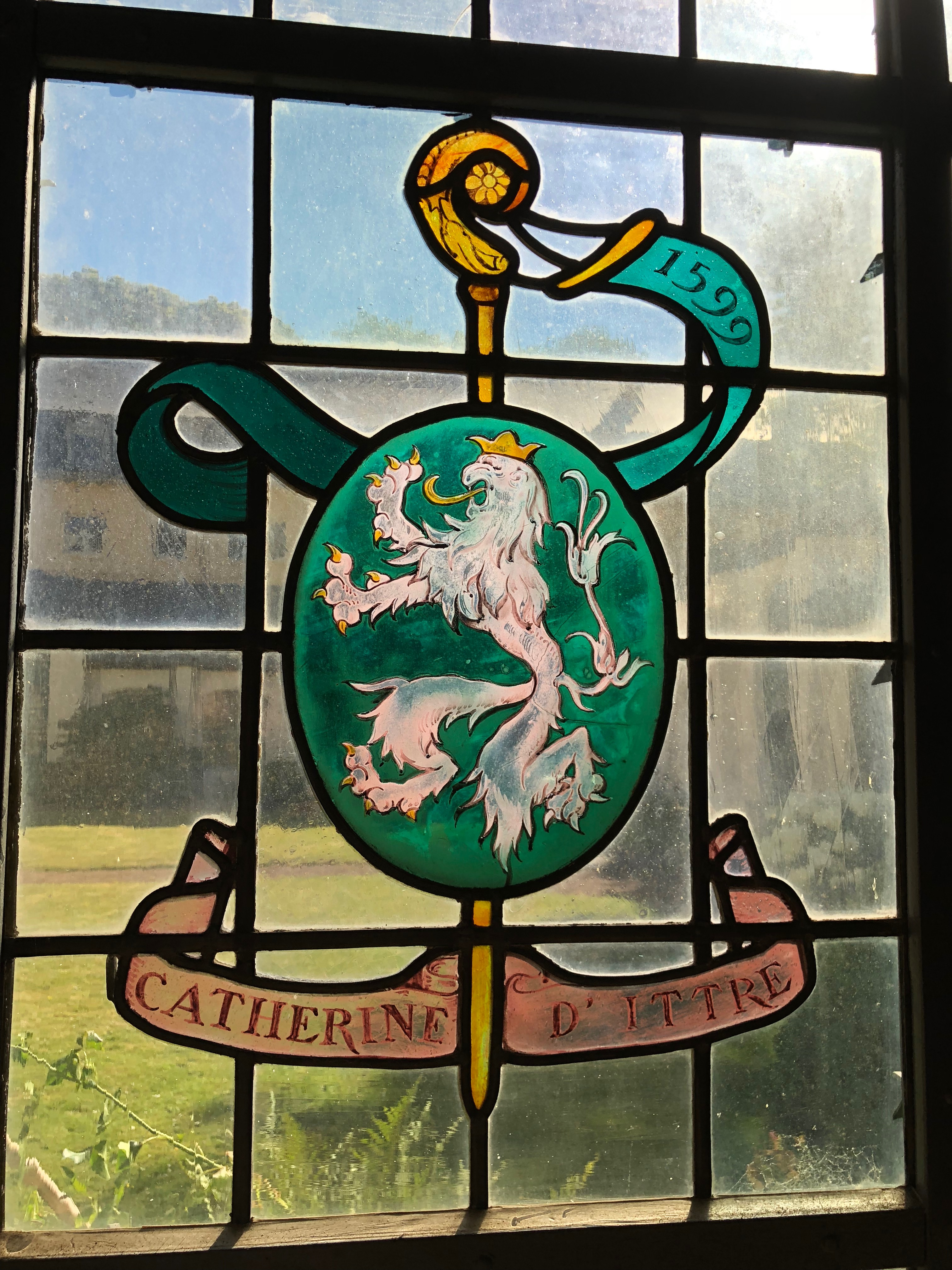
Catherine d'Ittre
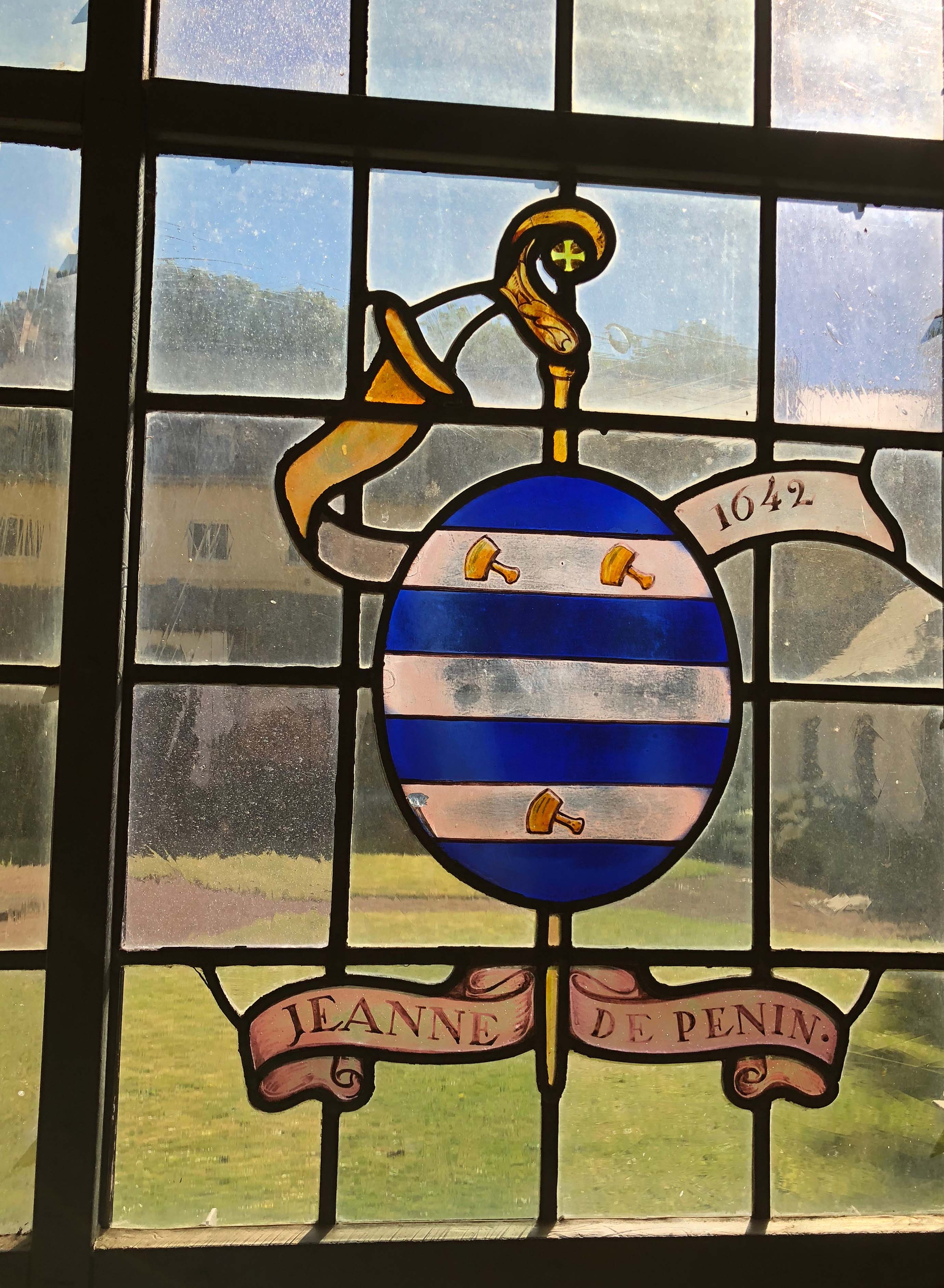
Jeanne de Penin
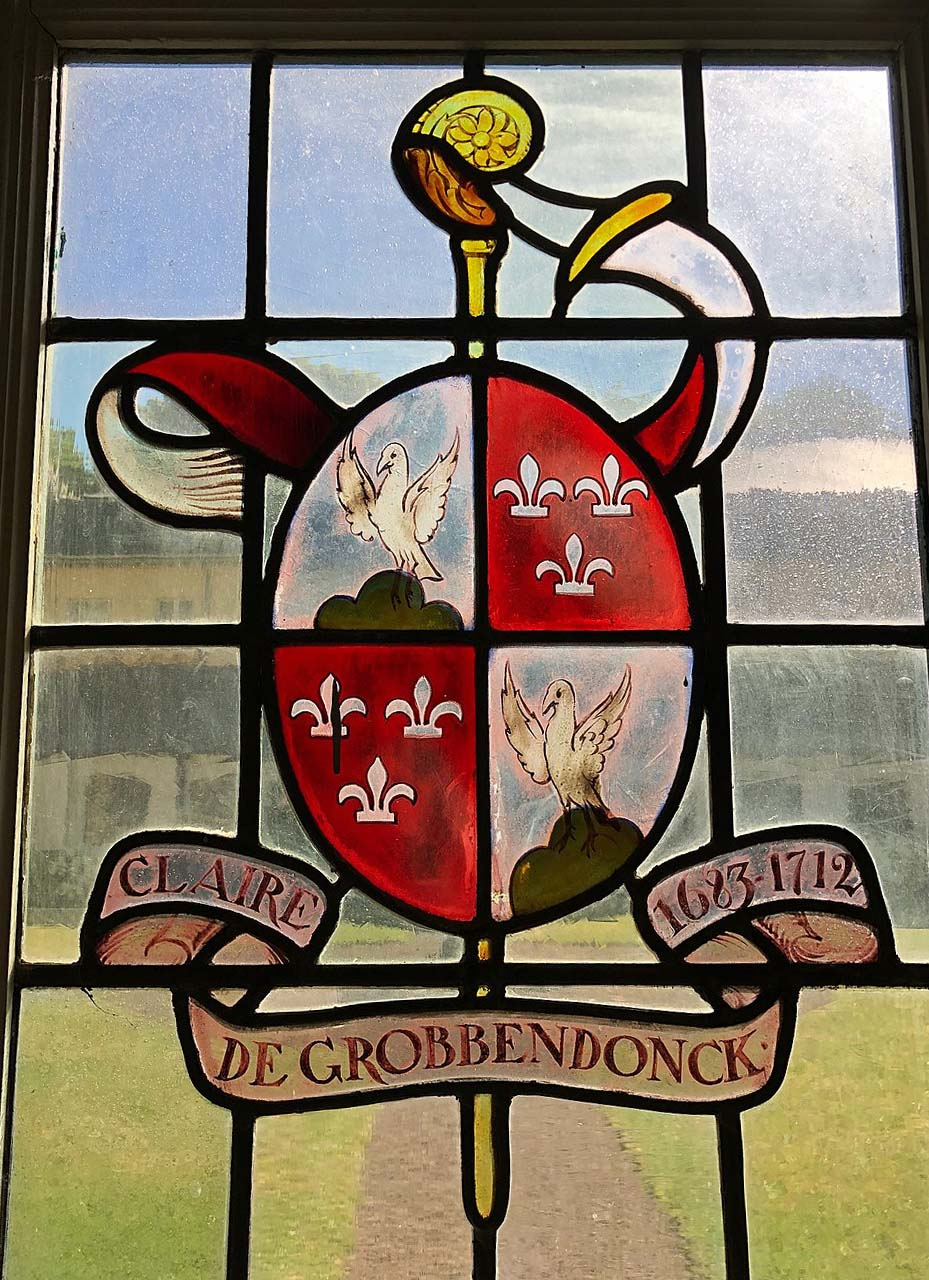
Isabelle de Grobbendonck
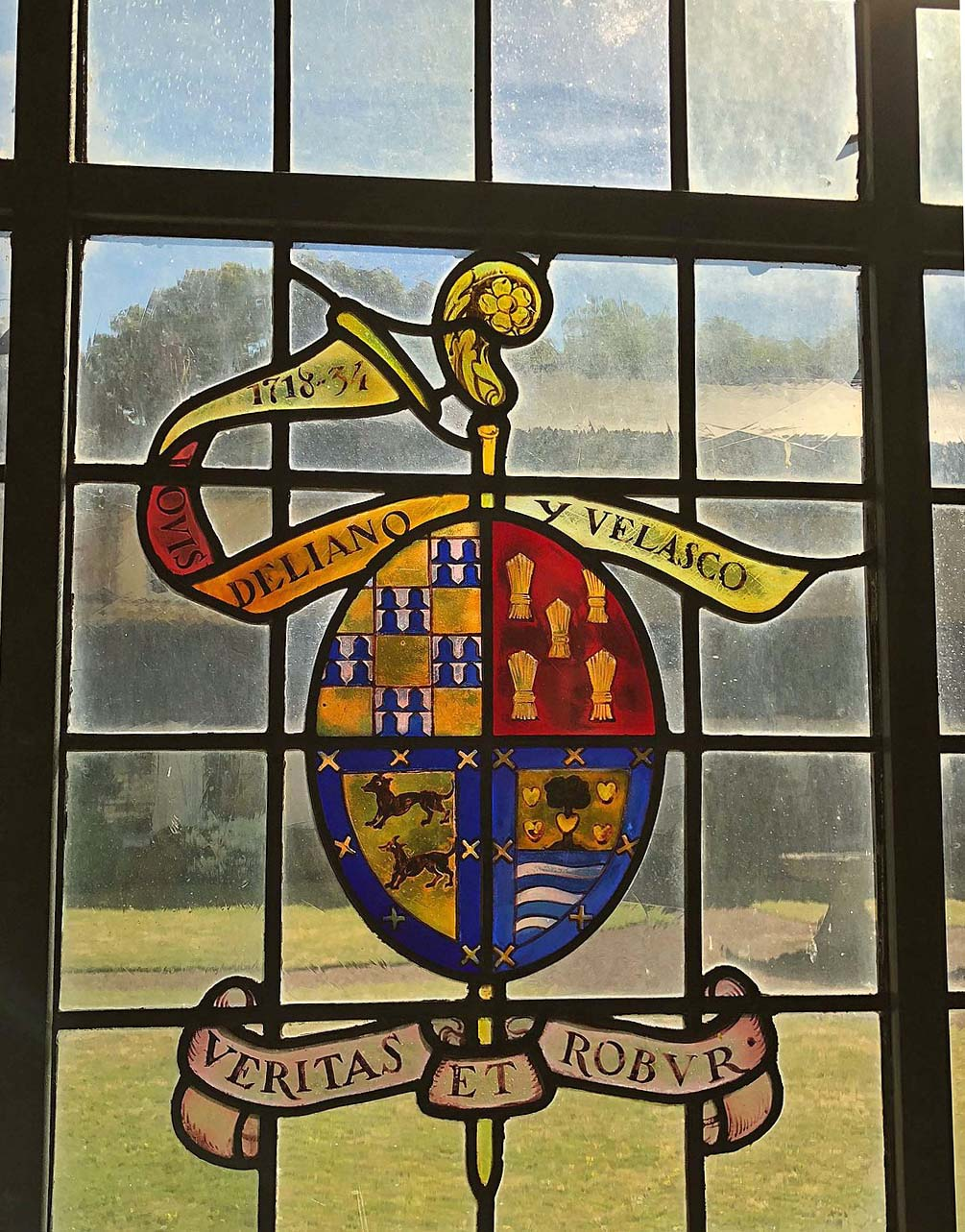
Louise Dellano y Velasco
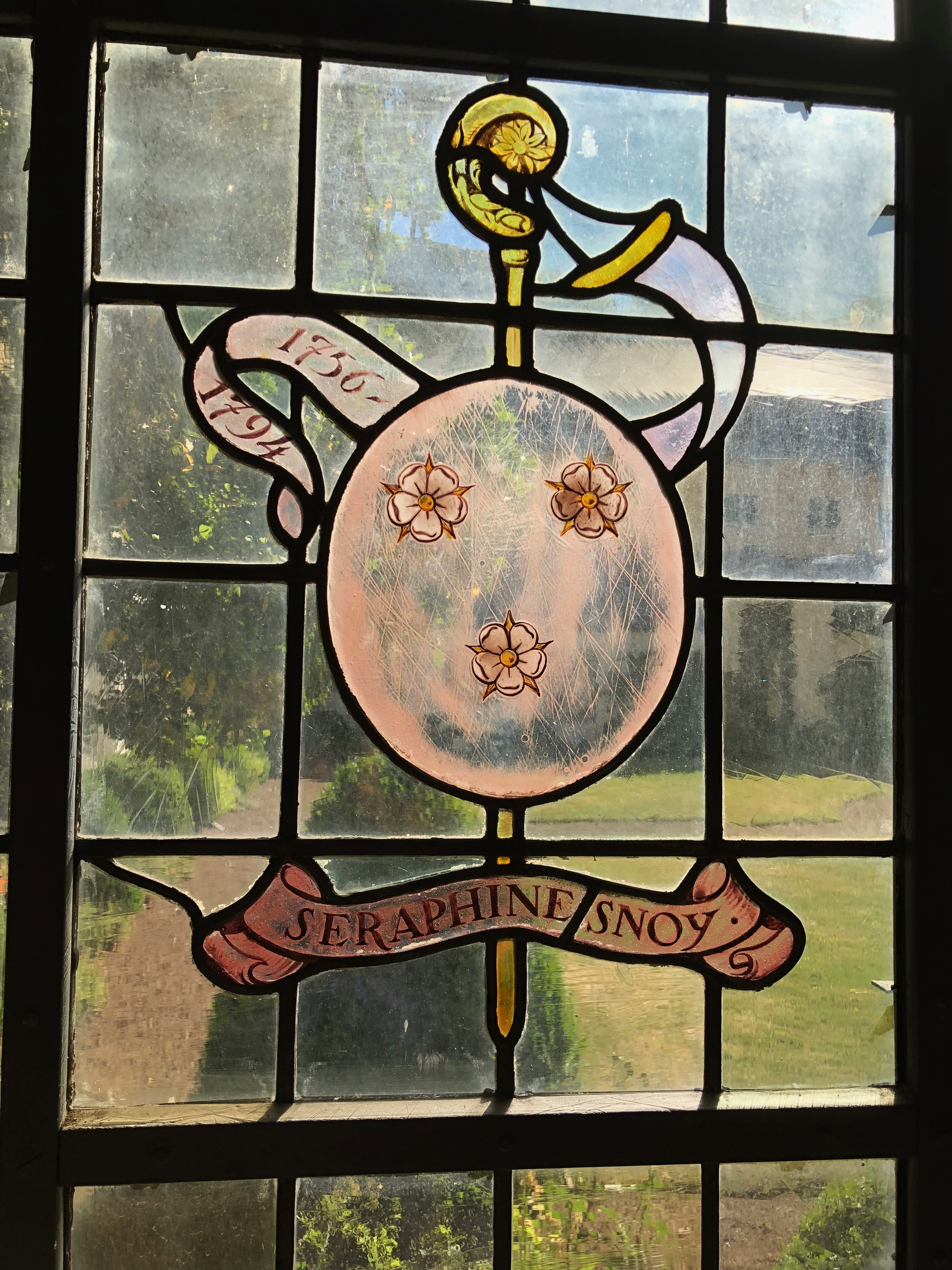
Séraphine Snoy 1756-1794

### Armes des abbesses duXVIIIesiècleprésentes sur le site
Armes, gravées dans la pierre,  des trois dernières abbesses du XVIIIe siècle  :

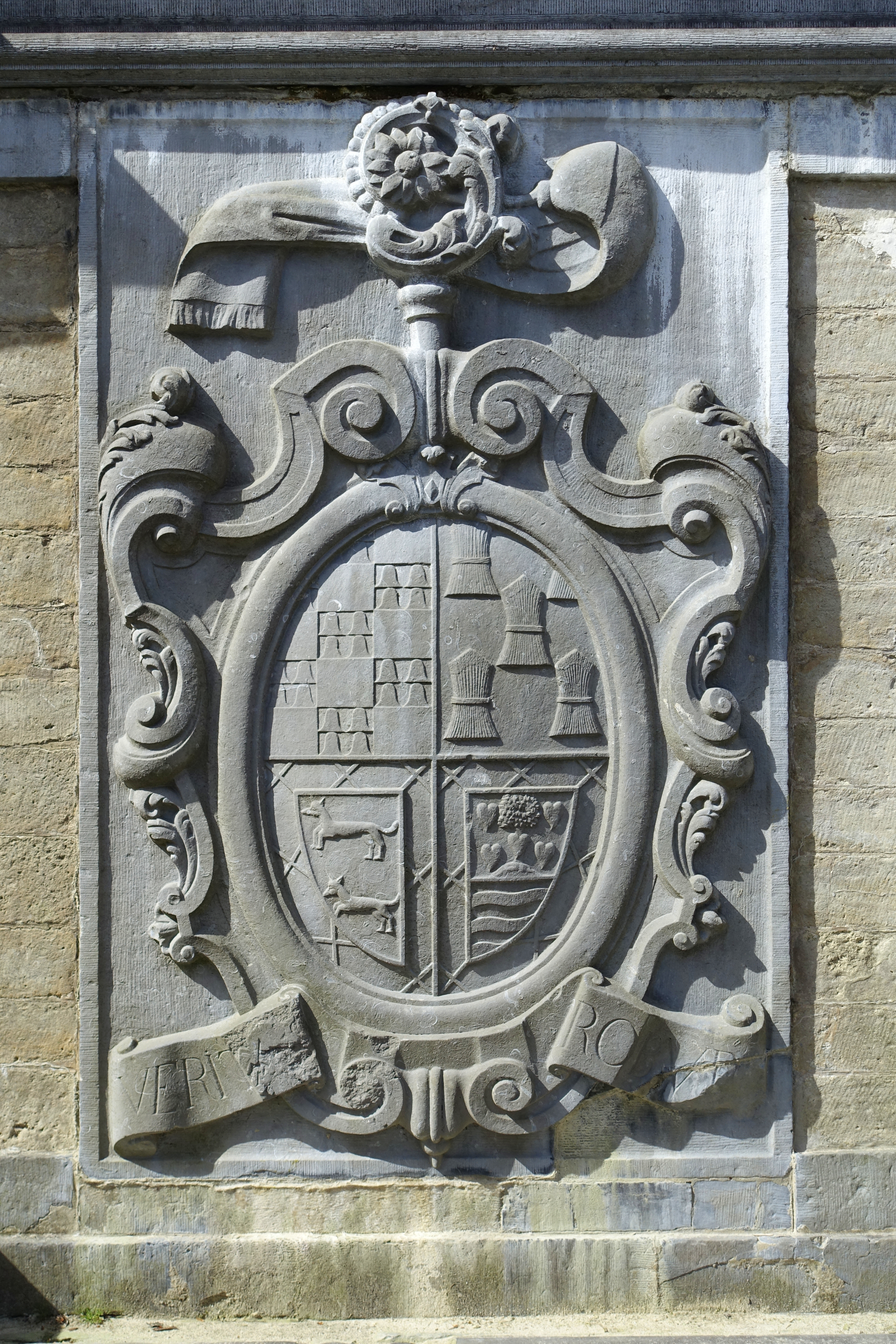
Armes de Louise Dellano y Velasco[13]écartelé : au I échiqueté d'or et de vair (Velasco) ; au 2 de gueules à cins gerbes d'or ; au 3 d'argent à deux loups passant de sable, l'un sur l'autre, à l'orbe de gueules chargée de huit flanchis dor (Lopez de Toledo) ; au 4 fascé ondé d'azur et d'argent, au chef d'or chargé en pal d'un arbre de sinople flanqué de quatre cœurs de gueules ; le tout entouré d'une bordure d'azur chargée de sautoirs d'or (Mendieta-Campo). Devise : « Veritas et Robur »
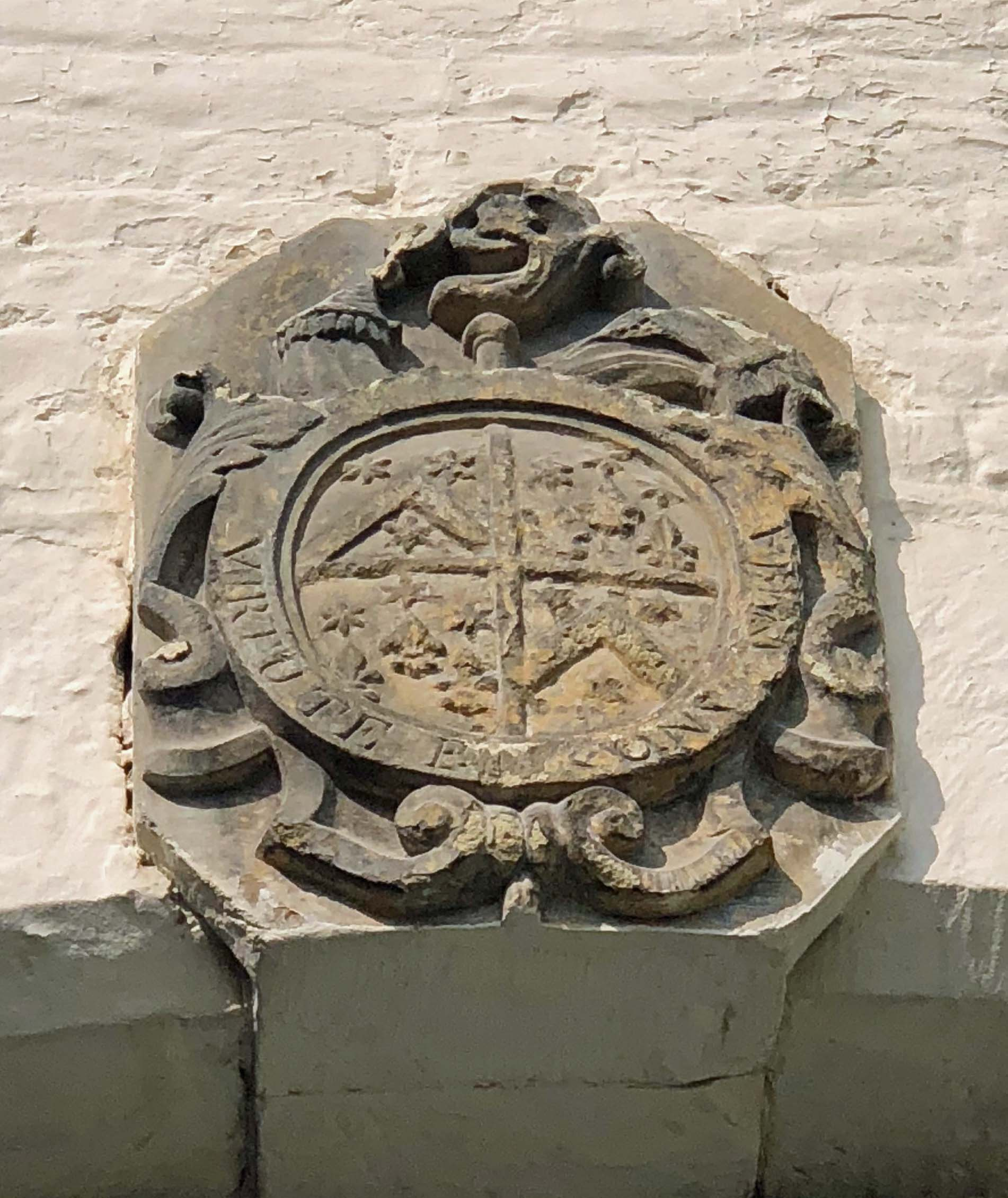
Armes de Benoîte Anthony aux I et 4 de gueules au chevron d'or accompagné de cinq étoiles à six rais du même ; aux 2 et 3 de sable à trois fleurs de lis surmontées chacune d'une étoile à six rais, le tout d'argent. Devise : « Virtute et Constantia».
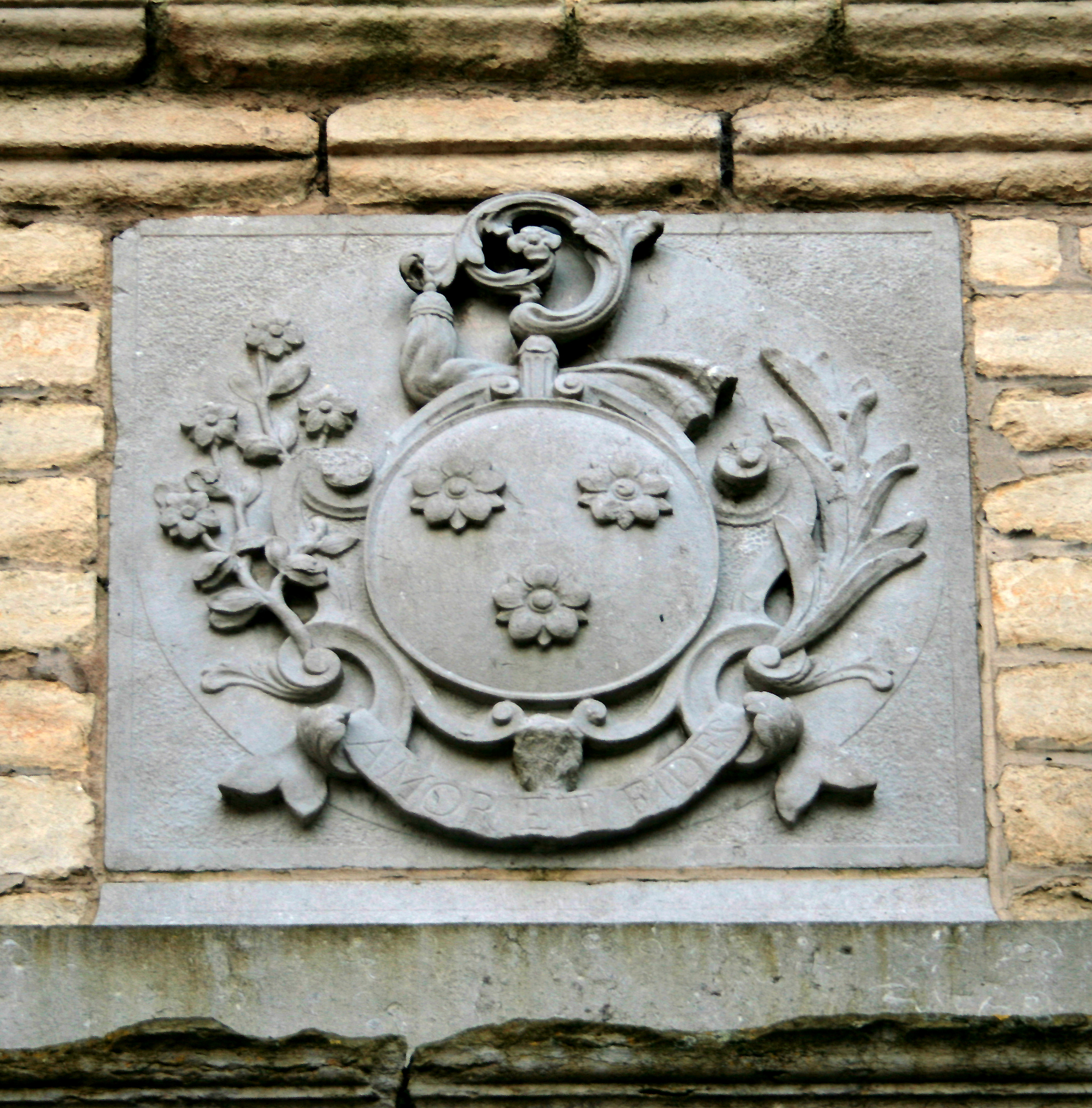
Armes de Séraphine Snoy[13] d'argent, à trois quintefeuilles de sable, boutonnées et barbées d'or Devise : « Amor et Fides »

### Vue de l'abbaye de la Cambre au début duXVIIesiècle

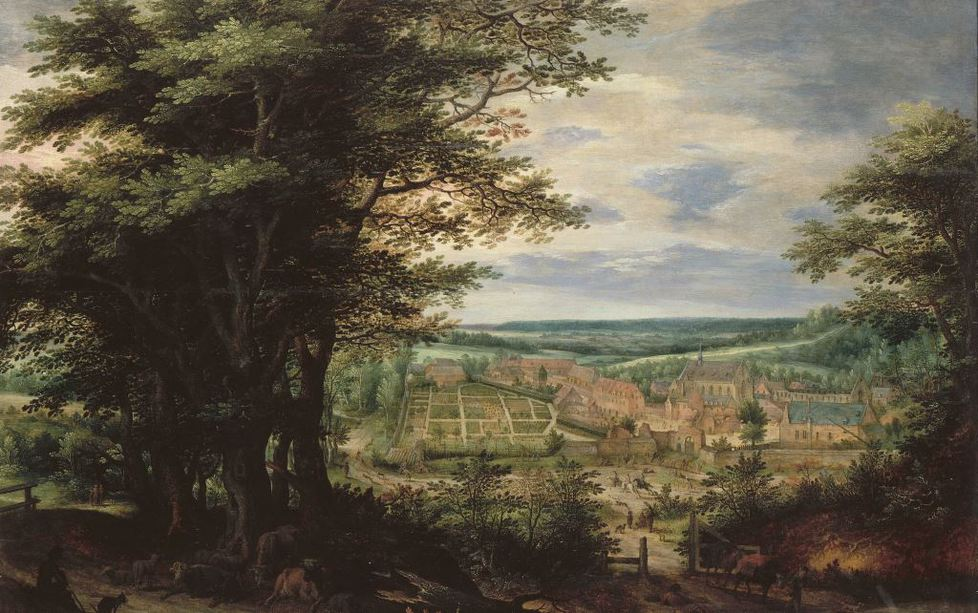
Vue de l'abbaye par Denis van Alsloot (1609)

## Bibliographie

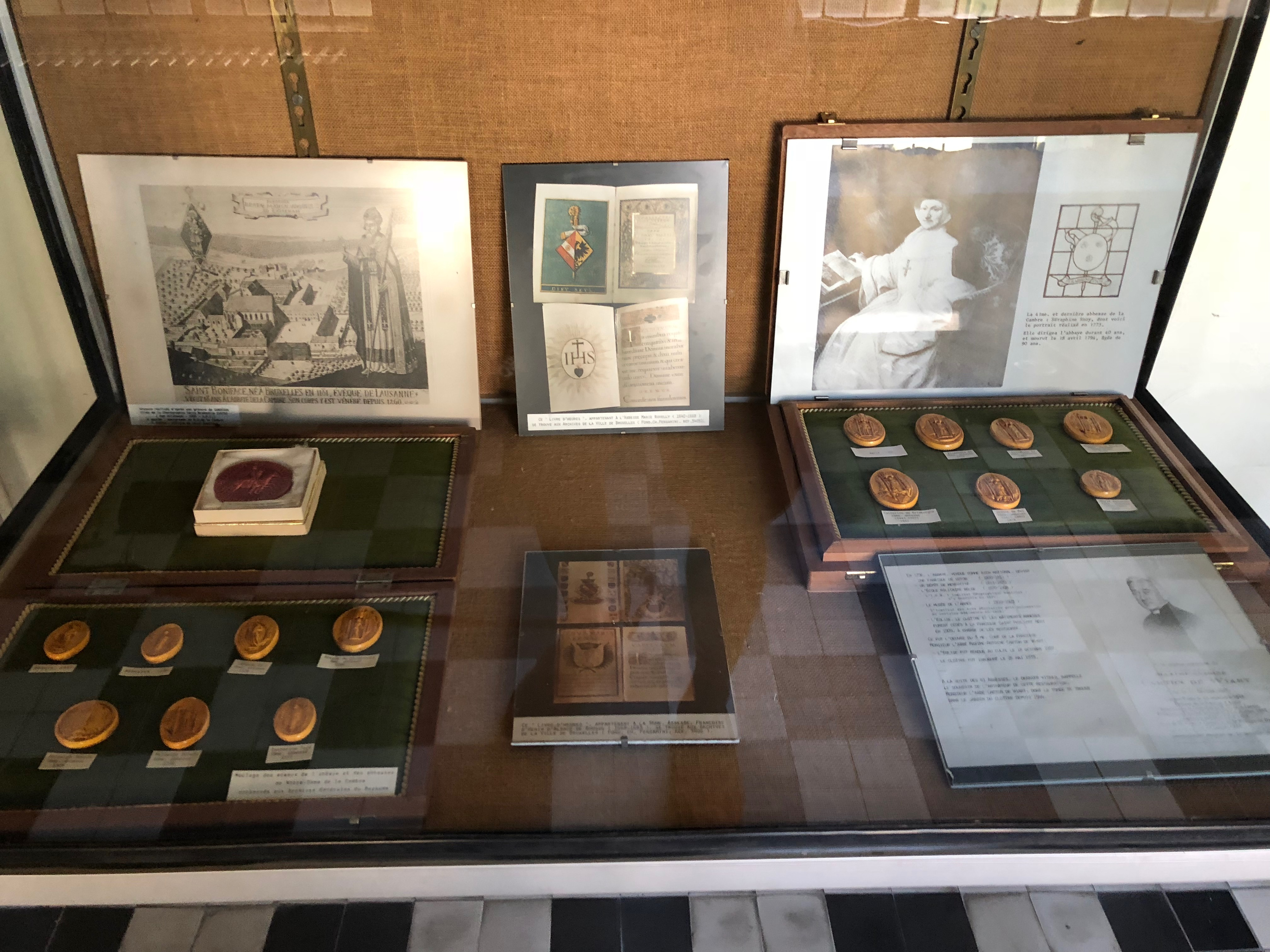
Vitrine du cloître de l'abbaye de la Cambre.

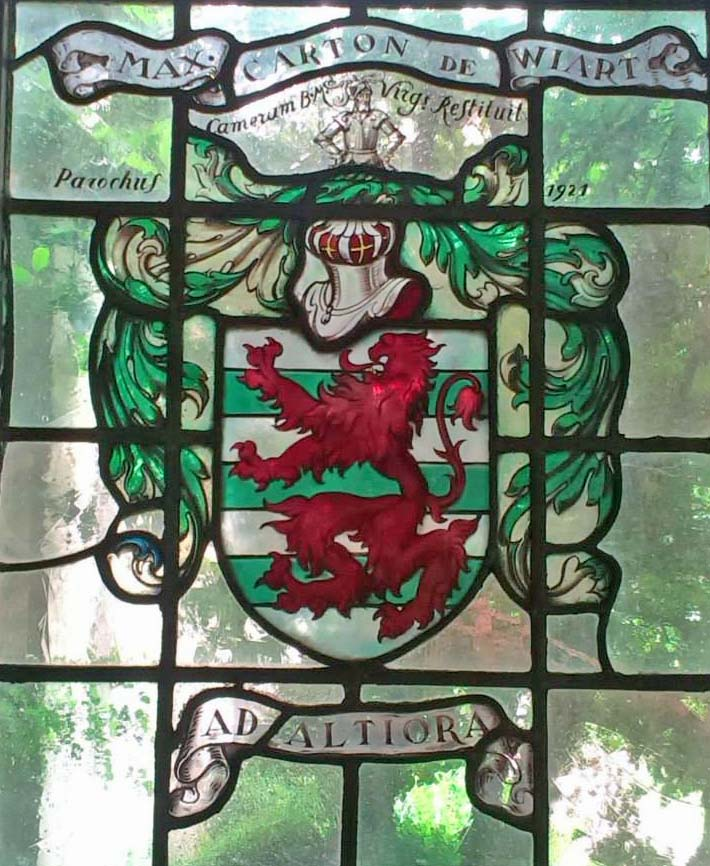
Maxime Carton de Wiart